# Lista obserwatoriów astronomicznych
Lista zawiera grupy wybranych obserwatoriów astronomicznych, które można sortować według nazwy, roku założenia, położenia geograficznego oraz międzynarodowego kodu obserwatorium. Wykorzystano w tym celu dane m.in. z Wikipedii angielskojęzycznej. Główny podział obserwatoriów astronomicznych specyfikują następujące kategorie: kosmiczne, atmosferyczne, naziemne i podziemne. Ponadto wiele nowoczesnych teleskopów to urządzenia bardzo precyzyjne, a co za tym idzie zdolne do selektywnych obserwacji. Dlatego można też mówić o obserwatoriach nastawionych na zbieranie danych astronomicznych pochodzących z różnych części widma elektromagnetycznego (np. obserwacje w ultrafiolecie, radiowe, rentgenowskie, w obszarze promieni gamma itp.). Obserwacje kosmiczne, dokonywane przez teleskopy poza atmosferą Ziemi, cechują się niespotykaną dotąd dokładnością. Postęp nowej generacji tzw. optyki adaptatywnej pozwala także teleskopom naziemnym znacznie poszerzyć swoją precyzję.
Historycznie rzecz biorąc, przez obserwatorium astronomiczne rozumiano budynek lub ich grupę przeznaczoną do obserwacji zjawisk poza atmosferą Ziemi. Obserwowano więc – głównie w zakresie światła widzialnego – plamy słoneczne, planety, planetoidy, komety, gwiazdy, mgławice, galaktyki itd. Nowe technologie w budowie aparatury obserwacyjnej pozwoliły na zwiększenie zdolności badawczych teleskopów i innych naukowych urządzeń; także postęp w fizyce i zastosowanie jej metod do astronomii poszerzył możliwości badania Kosmosu. W ten sposób historyczne określenie „obserwatorium” zmieniło swoje pierwotne znaczenie. Nowoczesna astrofizyka poszerzyła pole badań nad zjawiskami pozaziemskimi m.in. dzięki temu, że obserwacje bazują dziś już nie tylko na rejestracji widma elektromagnetycznego, ale także neutrin, neutronów, promieni kosmicznych, aż po próby wykrycia fal grawitacyjnych. Ten nowy rodzaj „obserwatoriów” wciąż podlega dynamicznemu rozwojowi. Buduje się je, m.in. w celu zminimalizowania szumów tła, głęboko pod powierzchnią ziemi.
Z racji powyższych uwag prostą kategoryzację listy obserwatoriów odzwierciedla Spis treści.

## Obserwatoria naziemne (poza USA)

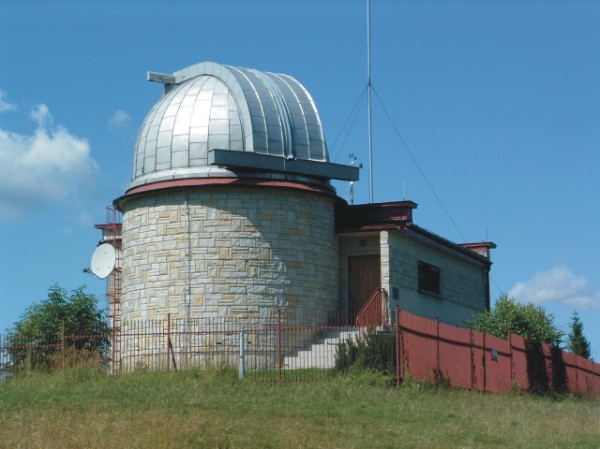
Suhora

| Nazwa obserwatorium                                                                         | Rok zał.                           | Położenie                                                                      | Kod |
| Obserwatorium Dome C                                                                        |                                    | Antarktyka                                                                     | |
| Zespół Astronomiczny Leoncito CASLEO                                                        | 1986                               | Argentyna: Calingasta, San Juan                                                | 829 |
| Obserwatorium Astronomiczne La Plata                                                        | 1883                               | Argentyna: La Plata                                                            | 839 |
| Obserwatorium Féliksa Aguilara                                                              | 1965                               | Argentyna: San Juan                                                            | 808 |
| Biurakańskie Obserwatorium Astrofizyczne                                                    | 1946                               | Armenia: Bjurakan, u podnóża góry Aragac                                       | 123 |
| Teleskop MOST                                                                               | 1960                               | Australia: Bungendore, Nowa Południowa Walia                                   | |
| Obserwatorium Mount Stromlo                                                                 | 1911                               | Australia: Canberra                                                            | 414 |
| Australijskie Obserwatorium Astronomiczne                                                   | 1971                               | Australia: 2 teleskopy w Obserwatorium Siding Spring, biuro w North Ryde       | |
| Obserwatorium Canopus Hill                                                                  |                                    | Australia: Hobart, Tasmania                                                    | |
| Obserwatorium Melbourne                                                                     | 1862                               | Australia: Melbourne, Wiktoria                                                 | 907 |
| Obserwatorium Paula Wilda, Australijski Złożony Teleskop Matrycowy                          | 1988                               | Australia: Narrabri, Nowa Południowa Walia                                     | |
| Obserwatorium w Perth                                                                       | 1896                               | Australia: Perth                                                               | 319 |
| Obserwatorium Siding Spring (SSO)                                                           | 1964                               | Australia: Siding Spring Mountain, Nowa Południowa Walia                       | 413 |
| Obserwatorium Green Point                                                                   | 1961                               | Australia: Sutherland, Nowa Południowa Walia                                   | |
| Obserwatorium w Sydney                                                                      | 1858                               | Australia: Sydney                                                              | 420 |
| Obserwatorium Heights School                                                                | 1989                               | Australia: Heights School, Australia Południowa                                | |
| Obserwatorium w Innsbrucku                                                                  |                                    | Austria: Innsbruck                                                             | 041 |
| Obserwatorium Urania                                                                        | 1909                               | Austria: Wiedeń                                                                | 602 |
| Obserwatorium Wiedeńskie                                                                    | 1753                               | Austria: Wiedeń                                                                | 045 |
| Astrofizyczne Obserwatorium Shamakhi                                                        | 1958                               | Azerbejdżan: Şamax                                                             | |
| Publiczne Obserwatorium Urania                                                              |                                    | Belgia: Hove                                                                   | |
| Obserwatorium Pico dos Dias OPD                                                             | 1981                               | Brazylia: Minas Gerais                                                         | |
| Obserwatorium Valongo                                                                       | 1924                               | Brazylia: Rio de Janeiro                                                       | 880 |
| Obserwatorium Astronomiczne Bełogradczik                                                    | 1961                               | Bułgaria: Bełogradczik                                                         | |
| Narodowe Obserwatorium Astronomiczne Rożen                                                  | 1981                               | Bułgaria: Szczyt Rożen, okolica Smolan.                                        | 071 |
| Obserwatorium Cerro Pachón - Południowe Gemini - SOAR                                       | 2000                               | Chile: Pustynia Atakama                                                        | |
| Międzyamerykańskie Obserwatorium Cerro Tololo                                               | 1962                               | Chile: Pustynia Atakama                                                        | 807 |
| Europejskie Obserwatorium Południowe ESO - La Silla - Llano de Chajnantor - Paranal         | - 1962 - 1969 - 2005 - 1999        | Chile: Pustynia Atakama                                                        | 809 |
| Obserwatorium La Silla ESO                                                                  | 1969                               | Chile: Pustynia Atakama                                                        | 262 |
| Obserwatorium Gemini                                                                        | 1999                               | Chile: Centrum południowe: La Serena; Centrum północne: Hilo, Hawaje           | I11 |
| Obserwatorium SOAR                                                                          | 2004                               | Chile: Cerro Pachón                                                            | |
| Obserwatorium Paranal                                                                       | 1999                               | Chile: Cerro Paranal, Pustynia Atakama                                         | 309 |
| Obserwatorium CBI                                                                           | 1999                               | Chile: Obserwatorium Llano de Chajnantor                                       | |
| Obserwatorium Las Campanas                                                                  |                                    | Chile: La Serena                                                               | 304 |
| Obserwatorium Astronomiczne Changchun                                                       |                                    | Chiny: Changchun, prowincja Jilin                                              | |
| Obserwatorium Xinglong                                                                      | 1968                               | Chiny: prowincja Hebei                                                         | 327 |
| Obserwatorium Astronomiczne Yunnan                                                          | 1957                               | Chiny: Kunming, Yunnan                                                         | 286 |
| Instytut Optyki i Technologii Astronomicznej w Nankinie                                     | 1958                               | Chiny: Nankin, prowincja Jiangsu                                               | |
| Obserwatorium Astronomiczne Zijinshan                                                       | 1929                               | Chiny: Nankin, prowincja Jiangsu                                               | 330 |
| Cesarskie Obserwatorium Astronomiczne w Pekinie                                             | 1442                               | Chiny: Pekin                                                                   | |
| Pekińskie Obserwatorium Astronomiczne                                                       | 1958                               | Chiny: Pekin                                                                   | |
| Narodowe Obserwatoria Astronomiczne                                                         | 2001                               | Chiny: Pekin                                                                   | |
| Szanghajskie Obserwatorium Astronomiczne                                                    | 1962                               | Chiny: Szanghaj                                                                | |
| Obserwatorium Astronomiczne Sheshan (Zo-Se)                                                 | 1900                               | Chiny: Szanghaj                                                                | 337 |
| Obserwatorium Astronomiczne Xujiahui (Zi-ka-wei)                                            | 1872                               | Chiny: Szanghaj                                                                | |
| Obserwatorium Astronomiczne w Hongkongu                                                     | 1883                               | Chiny: Tsim Sha Tsui, Hongkong                                                 | D17 |
| Obserwatorium Astronomiczne Urumqi                                                          | 1957                               | Chiny: Urumqi, Xinjiang                                                        | |
| Obserwatorium Astronomiczne Xiangfen                                                        | 2100 p.n.e.                        | Chiny: powiat Xiangfen, Linfen, prowincja Shanxi                               | |
| Obserwatorium Višnjan                                                                       | 1978                               | Chorwacja: Višnjan                                                             | 120 |
| Obserwatorium Kleť                                                                          | 1957                               | Czechy: České Budějovice                                                       | 246 |
| Obserwatorium Hradec Králové                                                                | 1961                               | Czechy: Hradec Králové                                                         | 048 |
| Obserwatorium Ondřejov                                                                      | 1898                               | Czechy: Ondřejov                                                               | 557 |
| Obserwatorium Štefánika                                                                     | 1928                               | Czechy: Praga                                                                  | |
| Obserwatorium Vsetín                                                                        | 1950                               | Czechy: Vsetín                                                                 | |
| Obserwatorium Brorfelde                                                                     | 1953 (w 1996 zamknięte)            | Dania: Brorfelde, gmina Holbæk                                                 | 054 |
| Obserwatorium Uniwersytetu Kopenhaskiego                                                    | 1861                               | Dania: Kopenhaga                                                               | 035 |
| Obserwatorium Astronomiczne w Quito                                                         | 1873                               | Ekwador: La Alameda Park, Quito                                                | 781 |
| Obserwatorium w Tartu                                                                       | 1964                               | Estonia: Tartu                                                                 | 075 |
| Obserwatorium Uniwersytetu w Helsinkach                                                     | 1834                               | Finlandia: Helsinki/Kirkkonummi                                                | 569 |
| Obserwatorium Nyrölä                                                                        | 1997                               | Finlandia: Jyväskylän maalaiskunta                                             | 174 |
| Obserwatorium Kevola                                                                        | 1963                               | Finlandia: Kevola                                                              | 064 |
| Obserwatorium Tuorla                                                                        | 1952                               | Finlandia: Piikkiö                                                             | 063 |
| Obserwatorium Iso-Heikkilä                                                                  | 1935 (od 1972 amatorskie)          | Finlandia: Turku                                                               | 062 |
| Obserwatorium Vartiovuori                                                                   | 1819–1834 (zamknięte)              | Finlandia: Turku                                                               | |
| Obserwatorium Lazurowego Wybrzeża OCA                                                       | 1988                               | Francja                                                                        | 020 |
| Observatoire de Haute-Provence                                                              | 1937                               | Francja: Alpes-de-Haute-Provence                                               | 511 |
| Obserwatorium Besançon                                                                      | 1882                               | Francja: Besançon                                                              | 016 |
| Obserwatorium Bordeaux                                                                      | 1878                               | Francja: Floirac                                                               | 999 |
| Laboratorium Astrofizyczne Grenoble                                                         | 2001                               | Francja: Grenoble                                                              | |
| Obserwatorium Marsylii                                                                      |                                    | Francja: Marsylia                                                              | 014 |
| Obserwatorium w Nicei                                                                       | 1879                               | Francja: Nicea                                                                 | 020 |
| Obserwatorium Paryskie                                                                      | 1667                               | Francja: Paryż                                                                 | 007 |
| Obserwatorium Pic du Midi                                                                   | 1878                               | Francja: Pic du Midi, Pireneje                                                 | 586 |
| Obserwatorium Lyońskie                                                                      | 1877                               | Francja: Saint-Genis-Laval                                                     | 513 |
| Obserwatorium Strasburskie                                                                  | 1881                               | Francja: Strasburg                                                             | 522 |
| Obserwatorium Pirenejskie - Obserwatorium Pic du Midi de Bigorre - Obserwatorium w Toulouse | - 1878 - 1733                      | Francja; główna siedziba: Tuluza - Pireneje, Francja - Tuluza, Francja         | - 586 - 004                                                                                              |
| Obserwatorium w Atenach                                                                     | 1846                               | Grecja: Ateny                                                                  | 066 |
| Obserwatorium BOOTES                                                                        | 1985                               | Hiszpania                                                                      | |
| Hiszpańskie Obserwatorium Narodowe                                                          | 1790                               | Hiszpania: Madryt                                                              | 990 |
| Obserwatorium Calar Alto                                                                    | 1975                               | Hiszpania: Almería                                                             | 493 |
| Obserwatorium Uniwersytetu Walencji OAUV                                                    | 1907                               | Hiszpania: Walencja                                                            | 975 |
| Obserwatorium La Canada                                                                     | 2002                               | Hiszpania: Ávila                                                               | J87 |
| Obserwatorium Fabry                                                                         | 1906                               | Hiszpania: Barcelona                                                           | 006 |
| Obserwatorium Piera                                                                         | 1968                               | Hiszpania: Barcelona                                                           | 165 |
| Obserwatorium Ametlla de Mar                                                                | 1992                               | Hiszpania: l'Ametlla de Mar, Katalonia                                         | 946 |
| Grupa Teleskopów Izaaka Newtona ING                                                         | 1979                               | Hiszpania: La Palma                                                            | |
| Obserwatorium Roque de los Muchachos                                                        | 1979 (oficjalnie otworzone w 1985) | Hiszpania: La Palma, Wyspy Kanaryjskie                                         | |
| Obserwatorium Consell                                                                       | 1987                               | Hiszpania: Majorka                                                             | 176 |
| Obserwatorium Majorki                                                                       | 1991                               | Hiszpania: Majorka                                                             | 620 |
| Obserwatorium Sierra Nevada                                                                 | 1874                               | Hiszpania: Sierra Nevada                                                       | J86 |
| Obserwatorium Teide                                                                         | 1964                               | Hiszpania: Teneryfa, Wyspy Kanaryjskie                                         | 954 |
| Gran Telescopio Canarias                                                                    | 2006                               | Hiszpania: Wyspy Kanaryjskie                                                   | |
| Kanaryjski Instytut Astrofizyki IAC                                                         | 1975                               | Hiszpania: Wyspy Kanaryjskie                                                   | |
| Nordycki Teleskop Optyczny NOT                                                              | 1988                               | Hiszpania: La Palma, Wyspy Kanaryjskie                                         | |
| Obserwatorium Halleya                                                                       | 1987                               | Holandia: Heesch                                                               | |
| Obserwatorium w Leiden                                                                      | 1633                               | Holandia: Leiden                                                               | 013 |
| Obserwatorium Sonnenborgh                                                                   | 1853                               | Holandia: Utrecht                                                              | 015 |
| Indyjskie Obserwatorium Astronomiczne                                                       | 2001                               | Indie: Hanle                                                                   | |
| Obserwatorium Jantar Mantar (Jaipur)                                                        | 1727                               | Indie: Jaipur, Radżastan                                                       | |
| Obserwatorium Jantar Mantar (Delhi)                                                         | 1724                               | Indie: Nowe Delhi, Delhi                                                       | |
| Obserwatorium Vainu Bappu VBO                                                               |                                    | Indie: Tamil Nadu, Kavalur                                                     | 220 |
| Obserwatorium Maragheh                                                                      | 1259                               | Iran: Maragheh                                                                 | |
| Obserwatorium Abu Reyhan-e Birooni                                                          | 1976                               | Iran: Sziraz                                                                   | |
| Obserwatorium Khajeh Nasiredin                                                              | 1980 (ok.)                         | Iran: Tebriz                                                                   | |
| Obserwatorium Crawforda                                                                     | 1880                               | Irlandia: Cork                                                                 | |
| Dunsink Observatory                                                                         | 1785                               | Irlandia: Dublin                                                               | 982 |
| Obserwatorium Markree                                                                       | 1837                               | Irlandia: hrabstwo Sligo                                                       | 977 |
| Obserwatorium Andromeda                                                                     | 1992                               | Isle of Man                                                                    | A76 |
| Obserwatorium Giwatajim                                                                     | 1969                               | Izrael: Giwatajim                                                              | 137 |
| Obserwatorium Bareket                                                                       | 1990                               | Izrael: Modi’in-Makkabbim-Re’ut                                                | B35 |
| Obserwatorium Wise                                                                          | 1971                               | Izrael: Negew                                                                  | 097 |
| Japońskie Narodowe Obserwatorium Astronomiczne                                              | 1988                               | Japonia: Główna siedziba: Mitaka                                               | 388 |
| Obserwatorium Kitami                                                                        |                                    | Japonia: Hokkaido                                                              | 400 |
| Obserwatorium Nachi-Katsuura                                                                |                                    | Japonia: Nachikatsuura, Wakayama                                               | 905 |
| Obserwatorium Echo Valley                                                                   |                                    | Kanada: Algonquin Provincial Park, Ontario                                     | |
| Obserwatorium Elginfield                                                                    | 1969                               | Kanada: Middlesex Centre                                                       | 440 |
| Obserwatorium Mont Mégantic                                                                 | 1978                               | Kanada: Mont Mégantic, Quebec                                                  | |
| Obserwatorium Dominion                                                                      | 1905                               | Kanada: Ottawa, Ontario                                                        | 790 |
| Obserwatorium Rothney                                                                       | 1984                               | Kanada: Priddis, Alberta                                                       | 661 |
| Obserwatorium Davida Dunlapa                                                                | 1935                               | Kanada: Richmond Hill, Ontario                                                 | 779 |
| Obserwatorium Uniwersytetu Yorku                                                            |                                    | Kanada: Toronto, Ontario                                                       | H79 |
| Obserwatorium Astrofizyczne Dominion                                                        | 1947                               | Kanada: Victoria, Kolumbia Brytyjska                                           | |
| Obserwatorium Kyung Hee                                                                     | 1992                               | Korea Południowa: Seul                                                         | |
| Obserwatorium Lee                                                                           | 1873                               | Liban: Bejrut                                                                  | |
| Narodowy Teleskop Libii                                                                     |                                    | Libia: Kufra Desert                                                            | |
| Obserwatorium Moletai                                                                       | 1969                               | Litwa: Malaty                                                                  | 152 |
| Obserwatorium Uniwersytetu Wileńskiego                                                      | 1753                               | Litwa: Wilno                                                                   | - 070 (przed 1939), - 570 (po 1939)                                                                      |
| Obserwatorium Flarestar                                                                     |                                    | Malta: San Gwann                                                               | 171 |
| Obserwatorium Guillermo Haro                                                                |                                    | Meksyk: Cananea, Sonora                                                        | |
| Obserwatorium Słoneczne Carla Sagana                                                        | 2000                               | Meksyk: Hermosillo, Sonora                                                     | |
| Meksykańskie Narodowe Obserwatorium Astronomiczne                                           | 1970                               | Meksyk: Sierra San Pedro Mártir, Baja California                               | |
| Obserwatorium Tacubaya                                                                      | 1882                               | Meksyk: Tacubaya, miasto Meksyk                                                | 724 |
| Narodowe Obserwatorium Astronomiczne                                                        | 1961                               | Meksyk: Tonantzintla                                                           | |
| Obserwatorium Berlińskie                                                                    | 1711                               | Niemcy                                                                         | - 544 Foerster, - 548 (1835-1913), - 536 Babelsberg, - 537 Urania                                        |
| Obserwatorium w Hamburgu                                                                    | 1912                               | Niemcy: Bergedorf                                                              | - 029 Bergedorf, - 516 (przed 1909), - 518 Marine, - 631 Georgswerder, - 637 Himmelsmoor                 |
| Obserwatorium Bergisch Gladbach                                                             |                                    | Niemcy: Bergisch Gladbach                                                      | 621 |
| Obserwatorium Hoher List                                                                    | 1954                               | Niemcy: Daun                                                                   | 017 |
| Obserwatorium Starkenburg                                                                   | 1970                               | Niemcy: Heppenheim                                                             | 611 |
| Instytut Radioastronomii Milimetrowej                                                       | 1979                               | Niemcy, Francja i Hiszpania                                                    | |
| Obserwatorium w Jenie                                                                       | 1962                               | Niemcy: Jena                                                                   | 032 |
| Obserwatorium Karla Schwarzschilda                                                          | 1960                               | Niemcy: Tautenburg                                                             | 033 |
| Obserwatorium Landessternwarte Heidelberg-Königstuhl                                        | 1898                               | Niemcy: Königstuhl, Heidelberg                                                 | 024 |
| Obserwatorium Collm                                                                         |                                    | Niemcy: Lipsk                                                                  | |
| Lipskie Obserwatorium Astronomiczne                                                         |                                    | Niemcy: Lipsk                                                                  | - 543 (przed 1861), - 534 (od 1861)                                                                      |
| Obserwatorium w Stuttgarcie                                                                 | 1920                               | Niemcy: Stuttgart                                                              | - 025, - 153 Hoffeld                                                                                     |
| Obserwatorium Farm Cove                                                                     | 2000                               | Nowa Zelandia: Auckland                                                        | E85 |
| Obserwatorium Stardome                                                                      | 1967                               | Nowa Zelandia: Auckland, Wyspa Północna                                        | |
| Obserwatorium Uniwersytetu Mount John                                                       |                                    | Nowa Zelandia: Lake Tekapo, Wyspa Południowa                                   | 474 |
| Obserwatorium Benmore Peak                                                                  | 1996                               | Nowa Zelandia: Mackenzie Basin, Wyspa Południowa                               | |
| Obserwatorium Towarzystwa Astronomicznego North Otago                                       |                                    | Nowa Zelandia: Oamaru, Wyspa Południowa                                        | |
| Obserwatorium Carter                                                                        | 1937                               | Nowa Zelandia: Wellington                                                      | 485 |
| Obserwatorium Gifforda                                                                      | 1912                               | Nowa Zelandia: Wellington                                                      | 484 |
| Obserwatorium w Chorzowie                                                                   | 1955                               | Polska: Chorzów                                                                | 553 |
| Obserwatorium Astronomiczne w Grudziądzu                                                    | 1972                               | Polska: Grudziądz                                                              | |
| Obserwatorium Astronomiczne UJ w Krakowie                                                   | 1792                               | Polska: Kraków                                                                 | - 055, - 555 Fort Skała                                                                                  |
| Obserwatorium Astronomiczne UP w Krakowie                                                   | 1987                               | Polska: Kraków, Suhora                                                         | |
| Obserwatorium Astronomiczne w Łodzi                                                         | 1984                               | Polska: Łódź                                                                   | |
| Obserwatorium Astronomiczne im. Tadeusza Banachiewicza na Lubomirze                         | 1922                               | Polska: Lubomir                                                                | |
| Obserwatorium Astronomiczne w Olsztynie                                                     | 1897                               | Polska: Olsztyn                                                                | |
| Obserwatorium Astronomiczne w Opolu                                                         |                                    | Polska: Opole                                                                  | |
| Obserwatorium Astronomiczne Uniwersytetu im. Adama Mickiewicza w Poznaniu                   | 1919                               | Polska: Poznań                                                                 | 047 |
| Obserwatorium Astronomiczne UMK w Piwnicach                                                 |                                    | Polska: Toruń, Piwnice                                                         | 092 |
| Obserwatorium Astronomiczne Uniwersytetu Warszawskiego                                      |                                    | Polska: Warszawa                                                               | - 060 Ostrowik, - 558                                                                                    |
| Instytut Astronomii Uniwersytetu Wrocławskiego                                              |                                    | Polska: Wrocław                                                                | |
| Obserwatorium Astronomiczne Uniwersytetu Zielonogórskiego                                   | 1859                               | Polska: Zielona Góra                                                           | |
| Lizbońskie Obserwatorium Astronomiczne                                                      | 1867                               | Portugalia: Lizbona                                                            | 971 |
| Obserwatorium Boyden                                                                        | 1889                               | Republika Południowej Afryki: Bloemfontein                                     | 074 |
| Obserwatorium Południowoafrykańskie - Cape Town - Sutherland                                | . - 1820 - 1972                    | Republika Południowej Afryki - Kapsztad, - Sutherland                          | B31 SALT                                                                                                 |
| Obserwatorium Radcliffe                                                                     | 1772                               | Republika Południowej Afryki: Durban (do 1939 Oksford, Wielka Brytania)        | 079 |
| Obserwatorium Rosyjskiej Akademii Nauk Zelenchukskaya SAO                                   |                                    | Rosja: Kaukaz                                                                  | 115 |
| Obserwatorium w Pułkowie                                                                    | 1839                               | Rosja: obok Pułkowa                                                            | 084 |
| Obserwatorium na Łomnicy                                                                    | 1962                               | Słowacja: Łomnica                                                              | |
| Obserwatorium nad Łomnickim Stawem                                                          | 1953                               | Słowacja: Wysokie Tatry                                                        | 056 |
| Obserwatorium Črni Vrh                                                                      | 1975                               | Słowenia: Idrija                                                               | 106 |
| Obserwatorium Gornergrat                                                                    | 1966/67                            | Szwajcaria: Gornergrat                                                         | |
| Obserwatorium Sphinx                                                                        | 1950                               | Szwajcaria: Jungfraujoch                                                       | |
| Obserwatorium Neuchâtel                                                                     | 1858                               | Szwajcaria: Neuchâtel                                                          | 019 |
| Obserwatorium Zimmerwald                                                                    | 1956                               | Szwajcaria: Zimmerwald                                                         | 026 |
| Obserwatorium Urania                                                                        | 1907                               | Szwajcaria: Zurych                                                             | |
| Obserwatorium Kvistaberg                                                                    |                                    | Szwecja: Uppsala                                                               | 049 |
| Obserwatorium Stjerneborg                                                                   | 1581                               | Szwecja: Ven                                                                   | |
| Obserwatorium Uranienborg                                                                   | 1572                               | Szwecja: Ven                                                                   | |
| Obserwatorium Lund                                                                          | 1749                               | Szwecja: Lund                                                                  | 039 |
| Obserwatorium Sztokholmskie                                                                 | 1749                               | Szwecja: Sztokholm                                                             | - 050 (przed 1931), - 052 Saltsjobaden                                                                   |
| Obserwatorium Astronomiczne w Uppsali                                                       | 1741                               | Szwecja: Uppsala                                                               | - 549, - A49 Angstrom, - 049 Kvistaberg                                                                  |
| Obserwatorium Lulin                                                                         |                                    | Tajwan: Zhongli                                                                | D35 |
| Tureckie Optyczne Obserwatorium Narodowe                                                    |                                    | Turcja                                                                         | A84 |
| Krymskie Obserwatorium Astrofizyczne CRIMEA                                                 | 1945                               | Ukraina: Simejiz, Krym                                                         | - 094 Simejiz, - 095 Naucznyj                                                                            |
| Obserwatorium Astronomiczne Pop Iwan                                                        | 1936                               | Ukraina: Pop Iwan (Czarnohora)                                                 | |
| Watykańskie Obserwatorium Astronomiczne - Teleskop Watykański VATT                          | - 1576 (1891) - 1993               | Watykan; główna siedziba: Castel Gandolfo, Włochy - Mount Graham, Arizona, USA | - 036, - 290 VATT                                                                                        |
| Narodowe Obserwatorium Astronomiczne Llano del Hato                                         | 1970s                              | Wenezuela: Mrida                                                               | |
| Obserwatorium Konkoly                                                                       | 1871                               | Węgry: Budapeszt                                                               | - 053 od 1934, - 461 Szeged, - 561 Piszkesteto                                                           |
| Obserwatorium Galloway Forest                                                               | 2007                               | Wielka Brytania: Newton Stewart, Wigtownshire                                  | |
| Obserwatorium Aldershot                                                                     | 1906                               | Wielka Brytania: Aldershot                                                     | |
| Obserwatorium Armagh                                                                        | 1790                               | Wielka Brytania: Armagh                                                        | 981 |
| Obserwatorium Mills                                                                         | 1935                               | Wielka Brytania: Balgay Hills, Dundee                                          | |
| Obserwatorium Eskdalemuir                                                                   | 1908                               | Wielka Brytania: Dumfries and Galloway                                         | |
| Obserwatorium Miejskie                                                                      | 1776                               | Wielka Brytania: Edynburg                                                      | 961 |
| Królewskie Obserwatorium Astronomiczne w Greenwich                                          | 1675                               | Wielka Brytania: Greenwich                                                     | 000 |
| Obserwatorium Kielder                                                                       | 2008                               | Wielka Brytania: Kielder Forest                                                | |
| Obserwatorium Uniwersytetu w Londynie                                                       | 1929                               | Wielka Brytania: Londyn                                                        | - 998 Mill Hill, - 969 Regents Park                                                                      |
| Obserwatorium Godlee                                                                        | 1902                               | Wielka Brytania: Manchester                                                    | |
| Obserwatorium i Planetarium Normana Lockyera                                                | 1912                               | Wielka Brytania: Sidmouth                                                      | |
| Obserwatorium Rzymskie                                                                      |                                    | Włochy                                                                         | - 034 Monte Mario, - 531 Collegio Romano, - A81 Balzaretto, - B53 Casal Lumbroso, - 599 Campo Imperatore |
| Obserwatorium Arcetri                                                                       |                                    | Włochy: Florencja                                                              | 030 |
| Obserwatorium Asiago                                                                        | 1942                               | Włochy: Asiago, Padwa                                                          | 043 |
| Obserwatorium Panzano                                                                       |                                    | Włochy: Bolonia                                                                | |
| Obserwatorium Cagliari                                                                      | 1899                               | Włochy: Cagliari                                                               | |
| Obserwatorium Astrofizyczne w Katanii                                                       |                                    | Włochy: Katania                                                                | - 156 Astrophysical, - B25, - B40 Skylive                                                                |
| Obserwatorium Astronomiczne Campo Catino                                                    |                                    | Włochy: Guarcino, Frosinone                                                    | 468 |
| Obserwatorium Brera                                                                         | 1764                               | Włochy: Mediolan                                                               | |
| Obserwatorium Astronomiczne Pistoia                                                         | 1990                               | Włochy: Pian dei Termini (w pobliżu San Marcello Pistoiese)                    | |
| Obserwatorium Turyńskie                                                                     | 1759                               | Włochy: Pino Torinese                                                          | |
| Obserwatorium w Trieście                                                                    |                                    | Włochy: Triest                                                                 | - 038, - A82, - 228 Bruno Zugna                                                                          |

## Obserwatoria naziemne (w USA)

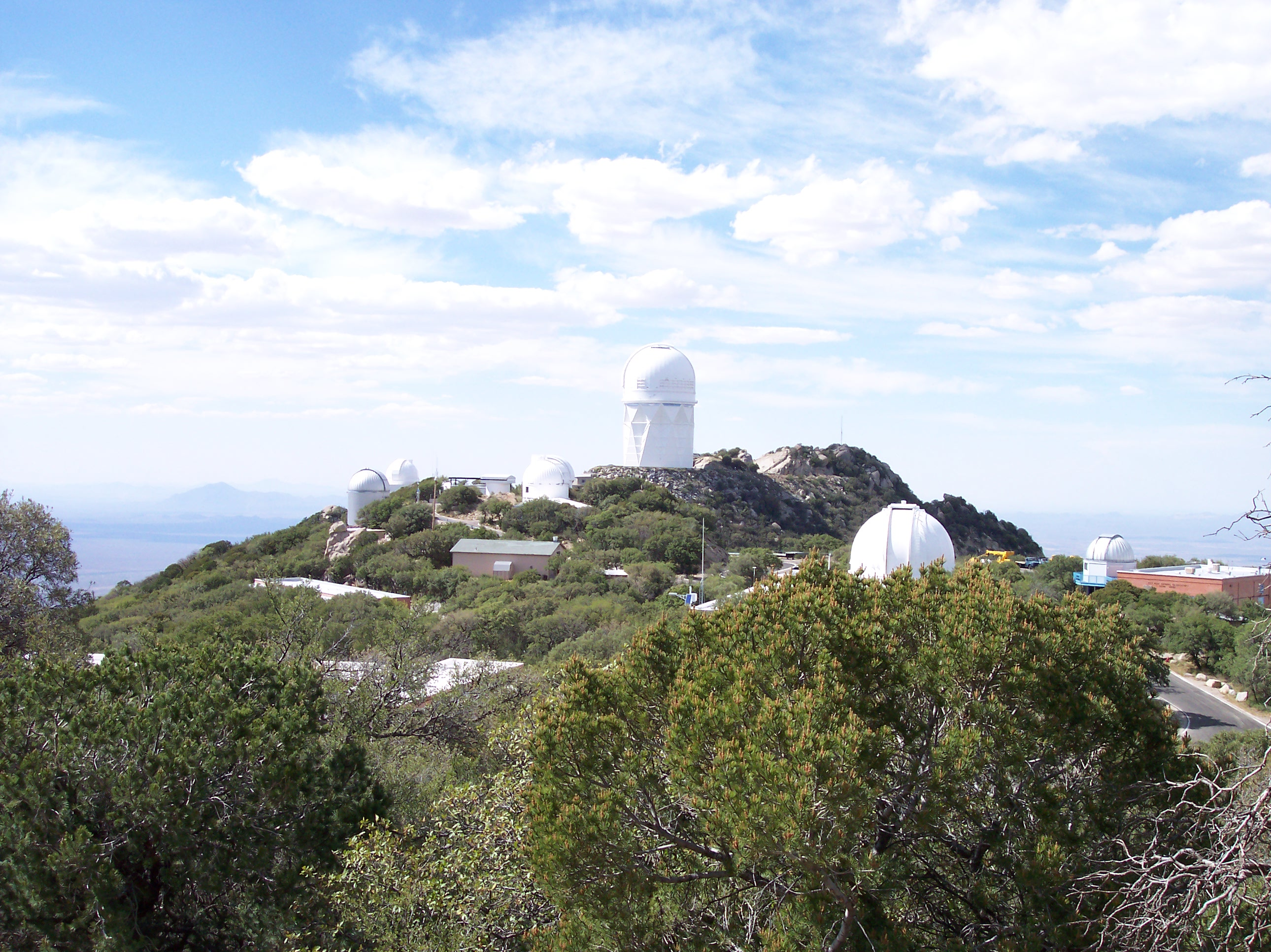
KPNO

| Nazwa obserwatorium | Rok zał.    | Położenie                                           | Kod |
| Narodowe Obserwatorium Astronomii Optycznej - Obserwatorium Cerro Tololo - Obserwatorium Gemini - Narodowe Obserwatorium Kitt Peak - Słoneczne Obserwatorium Narodowe | 1982        | USA; główna siedziba: Tucson, Arizona               |     |
| Obserwatorium Fan Mountain | 1966        | USA: Albemarle County, Wirginia                     |     |
| Obserwatorium Capilla Peak |             | USA: Albuquerque, Nowy Meksyk                       |     |
| Obserwatorium Stull | 1966        | USA: Alfred, Nowy Jork                              |     |
| Obserwatorium Wilder |             | USA: Amherst, Massachusetts                         |     |
| Obserwatorium Angell Hall |             | USA: Ann Arbor, Michigan                            |     |
| Obserwatorium Detroit | 1854        | USA: Ann Arbor, Michigan                            |     |
| Obserwatorium Keeble | 1963        | USA: Ashland, Wirginia                              |     |
| Obserwatorium Fernbank |             | USA: Atlanta, Georgia                               |     |
| Obserwatorium Hard Labor Creek |             | USA: Atlanta, Georgia                               |     |
| Obserwatorium Sola Fide |             | USA: Austin, Minnesota                              |     |
| Obserwatorium Ashton | 1983        | USA: Baxter, Iowa                                   |     |
| Obserwatorium Smitha | 1880s       | USA: Beloit, Wisconsin                              |     |
| Obserwatorium Thompsona | 1968        | USA: Beloit, Wisconsin                              |     |
| Obserwatorium Pine Mountain | 1965        | USA: Bend, Oregon                                   |     |
| Obserwatorium Vega-Bray | 1990        | USA: Benson, Arizona                                |     |
| Obserwatorium Kirkwood | 1901        | USA: Bloomington, Indiana                           |     |
| Obserwatorium Williamsa | 1990        | USA: Boiling Springs, Karolina Północna             |     |
| Obserwatorium Ficka | 1966        | USA: Boone, Iowa                                    |     |
| Obserwatorium Judson B. Coita |             | USA: Boston, Massachusetts                          |     |
| Obserwatorium Sommers-Bausch | 1949        | USA: Boulder, Kolorado                              |     |
| Obserwatorium Dyer | 1953        | USA: Brentwood, Tennessee                           |     |
| Obserwatorium Goethe Link | 1939        | USA: Brooklyn, Indiana                              |     |
| Obserwatorium Harvard College | 1839        | USA: Cambridge, Massachusetts                       |     |
| Obserwatorium Palisades-Dows | 1987        | USA: Cedar Rapids, Iowa                             |     |
| Obserwatorium Frosty Drew | 1980s       | USA: Charlestown, Rhode Island                      |     |
| Obserwatorium Jonesa | 1936        | USA: Chattanooga, Tennessee                         |     |
| Obserwatorium Uniwersytetu Widener | 2004        | USA: Chester, Pensylwania                           |     |
| Obserwatorium Wspólnotowe Chico |             | USA: Chico, Kalifornia                              |     |
| Obserwatorium Cincinnati | 1843        | USA: Cincinnati, Ohio                               |     |
| Obserwatorium Warnera i Swaseya | 1919        | USA: Cleveland, Ohio                                |     |
| Obserwatorium University of Maryland |             | USA: College Park, Maryland                         |     |
| Obserwatorium Astronomiczne Texas A&M |             | USA: College Station, Teksas                        |     |
| Obserwatorium Melton Memorial | 1928        | USA: Columbia, Karolina Południowa                  |     |
| Obserwatorium Laws | 1880        | USA: Columbia, Missouri                             |     |
| Obserwatorium Mead | 2001        | USA: Columbus, Georgia                              |     |
| Obserwatorium Sperry | 1967        | USA: Cranford, New Jersey                           |     |
| Obserwatorium Boswell (zamknięte) | 1883        | USA: Crete, Nebraska                                |     |
| Obserwatorium Pine Bluff | 1958        | USA: Cross Plains, Wisconsin                        |     |
| Obserwatorium Astronomiczne Północnej Georgii |             | USA: Dahlonega, Georgia                             |     |
| Obserwatorium Menke | 1994        | USA: Davenport, Iowa                                |     |
| Obserwatorium McDonald |             | USA: Davis Mountains, Teksas                        |     |
| Obserwatorium Apollo | 1969        | USA: Dayton, Ohio                                   |     |
| Obserwatorium Bradleya | 1950        | USA: Decatur, Georgia                               |     |
| Obserwatorium Perkinsa | 1931        | USA: Delaware, Ohio                                 |     |
| Obserwatorium Chamberlin | 1890        | USA: Denver, Kolorado                               |     |
| Obserwatorium Darlinga (zamknięte) | 1917        | USA: Duluth, Minnesota                              |     |
| Obserwatorium Clarke | 1897 / 1923 | USA: Dunkirk, Nowy Jork / Alliance, Ohio            |     |
| Obserwatorium Uniwersytetu New Hampshire |             | USA: Durham, New Hampshire                          |     |
| Obserwatorium Stanowego Uniwersytetu Michigan | 1969        | USA: East Lansing, Michigan                         |     |
| Obserwatorium Manastash Ridge | 1972        | USA: Ellensburg, Waszyngton                         |     |
| Obserwatorium Mehalso |             | USA: Erie, Pensylwania                              |     |
| Obserwatorium Springwater | 2005        | USA: Estacada, Oregon                               |     |
| Obserwatorium Hobbsa | 1974        | USA: Fall Creek, Wisconsin                          |     |
| Obserwatorium Morrison |             | USA: Fayette, Missouri                              |     |
| Stacja Anderson Mesa | 1959        | USA: Flagstaff, Arizona                             |     |
| Obserwatorium Braeside | 1976        | USA: Flagstaff, Arizona                             |     |
| Obserwatorium Lowella - Stacja Anderson Mesa | 1894 - 1959 | USA: Flagstaff, Arizona                             |     |
| Automatyczne Obserwatorium Księżycowe | 1995        | USA: Flagstaff, Arizona                             |     |
| Obserwatorium UNA |             | USA: Florence, Alabama                              |     |
| Obserwatorium Uniwersytetu Francisa Mariona | 1982        | USA: Florence, Karolina Południowa                  |     |
| Obserwatorium Rainwater |             | USA: French Camp, Missisipi                         |     |
| Obserwatorium Goldendale | 1973        | USA: Goldendale, Waszyngton                         |     |
| Obserwatorium McKima | 1884        | USA: Greencastle, Indiana                           |     |
| Obserwatorium Mount Cuba |             | USA: Greenville, Delaware                           |     |
| Obserwatorium Bowmana | 1940        | USA: Greenwich, Connecticut                         |     |
| Obserwatorium Grant O. Gale | 1984        | USA: Grinnell, Iowa                                 |     |
| Obserwatorium Foggy Bottom | 1951        | USA: Hamilton, Nowy Jork                            |     |
| Obserwatorium Shattuck | 1854        | USA: Hanover, New Hampshire                         |     |
| Obserwatorium Naylor |             | USA: Harrisburg, Pensylwania                        |     |
| Obserwatorium Paula Robinsona | 1965        | USA: High Bridge, New Jersey                        |     |
| Obserwatorium Martz |             | USA: hrabstwo Chautauqua, Nowy Jork                 |     |
| Obserwatorium Otter Creek | 1995        | USA: hrabstwo Meade, Kentucky                       |     |
| Obserwatorium Moorea | 1978        | USA: Hrabstwo Oldham, Kentucky                      |     |
| Obserwatorium Oil Region |             | USA: hrabstwo Venango, Pensylwania                  |     |
| Obserwatorium i Planetarium Holcomba | 1954        | USA: Indianapolis, Indiana                          |     |
| Obserwatorium Clinton B. Ford | 1998        | USA: Ithaca, Nowy Jork                              |     |
| Obserwatorium Fuertes | 1920's      | USA: Ithaca, Nowy Jork                              |     |
| Obserwatorium Hartung-Boothroyd | 1974        | USA: Ithaca, Nowy Jork                              |     |
| Obserwatorium Seven Hills | 1996        | USA: Kearney, Nebraska                              |     |
| Obserwatorium MDM |             | USA: Kitt Peak, Arizona                             |     |
| Obserwatorium WIYN | 1994        | USA: Kitt Peak, Arizona                             |     |
| Obserwatorium Las Brisas | 1979        | USA: Kolorado                                       |     |
| Obserwatorium Roberta Brownlee'a |             | USA: Lake Arrowhead, Kalifornia                     |     |
| Obserwatorium Daniel Scholl (zamknięte) | 1886–1966   | USA: Lancaster, Pensylwania                         |     |
| Obserwatorium Red Buttes | 1994        | USA: Laramie, Wyoming                               |     |
| Obserwatorium Cupillari |             | USA: La Plume, Pensylwania                          |     |
| Obserwatorium Bucknella |             | USA: Lewisburg, Pensylwania                         |     |
| Obserwatorium Hyde Memorial | 1977        | USA: Lincoln, Nebraska                              |     |
| Obserwatorium Foothill |             | USA: Los Altos Hills, Kalifornia                    |     |
| Obserwatorium Griffith | 1935        | USA: Los Angeles, Kalifornia                        |     |
| Obserwatorium Veen | 1970        | USA: Lowell, Michigan                               |     |
| Obserwatorium Mountain Skies | 1997        | USA: Lyman, Wyoming                                 |     |
| Obserwatorium Winfree | 1900        | USA: Lynchburg, Wirginia                            |     |
| Obserwatorium Washburn | 1881        | USA: Madison, Wisconsin                             |     |
| Obserwatorium Millera | 1976        | USA: Maiden, Karolina Północna                      |     |
| Obserwatorium Warren Rupp | 1985        | USA: Mansfield, Ohio                                |     |
| Obserwatorium Bakera |             | USA: Marshfield, Missouri                           |     |
| Obserwatorium Haleakala |             | USA: Maui, Hawaje                                   |     |
| Obserwatorium Submilimetrowe Caltech |             | USA: Mauna Kea, Hawaje                              |     |
| Obserwatoria na Mauna Kea | 1967        | USA: Mauna Kea, Hawaje                              |     |
| Obserwatorium Kecka | 1993        | USA: Mauna Kea, Hawaje                              |     |
| Obserwatorium Behlen | 1972        | USA: Mead, Nebraska                                 |     |
| Obserwatorium Witte | 1984        | USA: Mediapolis, Iowa                               |     |
| Obserwatorium Van Vleck | 1914        | USA: Middletown, Connecticut                        |     |
| Instytut Badań Astronomicznych Monterey | 1972        | USA: Monterey, Kalifornia                           |     |
| Studenckie Obserwatorium Weaver |             | USA: Monterey, Kalifornia                           |     |
| James Wylie Shepherd Observatory | 2009        | USA: Montevallo, Alabama                            |     |
| Obserwatorium Concordia College |             | USA: Moorhead, Minnesota                            |     |
| Obserwatorium Meyer-Womble | 1996        | USA: Mount Blue Sky, Kolorado                       |     |
| Międzynarodowe Obserwatorium Mount Graham | 1993        | USA: Mount Graham, Arizona                          |     |
| Obserwatorium Licka | 1881        | USA: Mount Hamilton, San Jose, Kalifornia           |     |
| Obserwatorium MMT | 1979        | USA: Mount Hopkins, Arizona                         |     |
| Obserwatorium Whipple’a | 1968        | USA: Mount Hopkins, Arizona                         |     |
| Obserwatorium Leander McCormick | 1885        | USA: Mount Jefferson, Charlottesville, Wirginia     |     |
| Obserwatorium Astronomiczne Brooks | 1964        | USA: Mount Pleasant, Michigan                       |     |
| Obserwatorium Mount Wilson | 1904        | USA: Mount Wilson, Hrabstwo Los Angeles, Kalifornia |     |
| Obserwatorium Sisk |             | USA: Mulberry, Kansas                               |     |
| Obserwatorium Uniwersytetu Stanowego Ball |             | USA: Muncie, Indiana                                |     |
| Obserwatorium SFA | 1976        | USA: Nacogdoches, Teksas                            |     |
| Obserwatorium Maria Mitchell | 1908        | USA: Nantucket, Massachusetts                       |     |
| Obserwatorium Glen D. Riley | 1973        | USA: Naperville, Illinois                           |     |
| Obserwatorium Uniwersytetu Vanderbilt |             | USA: Nashville, Tennessee                           |     |
| Obserwatorium Studenckie Yale |             | USA: New Haven, Connecticut                         |     |
| Obserwatorium Radioastronomiczne Five College | 1976        | USA: New Salem, Massachusetts                       |     |
| Obserwatorium Uniwersytetu Oklahoma |             | USA: Norman, Oklahoma                               |     |
| Obserwatorium Goodsell | 1887        | USA: Northfield                                     |     |
| Obserwatorium Morrisa | 1973        | USA: North Manchester, Indiana                      |     |
| Centrum Naukowo-Kosmiczne Chabot | 1883        | USA: Oakland, Kalifornia                            |     |
| Obserwatorium Uniwersytetu Creighton (zamknięte) | 1886–1955   | USA: Omaha, Nebraska                                |     |
| Obserwatorium Vernonia Peak |             | USA: Oregon                                         |     |
| Obserwatorium Haggart | 1989        | USA: Oregon City, Oregon                            |     |
| Obserwatorium Robinson |             | USA: Orlando, Floryda                               |     |
| Obserwatorium Maynard F. Jordana | 1901        | USA: Orono, Maine                                   |     |
| Obserwatorium Barnarda (zamknięte) | 1859        | USA: Oxford, Missisipi                              |     |
| Obserwatorium Kennon | 1939        | USA: Oxford, Missisipi                              |     |
| Obserwatorium Palomar | 1948        | USA: Palomar Mountain, Kalifornia                   |     |
| Obserwatorium Black Moshannon (zamknięte) |             | USA: Pensylwania                                    |     |
| Obserwatorium Allegheny | 1859        | USA: Pittsburgh, Pensylwania                        |     |
| Obserwatorium Publiczne Fox Park | 1999        | USA: Potterville, Michigan                          |     |
| Obserwatorium Vassar College | 1865        | USA: Poughkeepsie, Nowy Jork                        |     |
| Obserwatorium Ladd | 1891        | USA: Providence, Rhode Island                       |     |
| Obserwatorium Jewett | 1953        | USA: Pullman, Waszyngton                            |     |
| Obserwatorium Badlands | 2000        | USA: Quinn, Dakota Południowa                       |     |
| Obserwatorium Hidden Valley | 1960s       | USA: Rapid City, Dakota Południowa                  |     |
| Obserwatorium Tamke-Allen | 1998        | USA: Roane County, Tennessee                        |     |
| Obserwatorium Mees |             | USA: Rochester, Nowy Jork                           |     |
| Obserwatorium RIT |             | USA: Rochester, Nowy Jork                           |     |
| Obserwatorium Warnera | 1882        | USA: Rochester, Nowy Jork                           |     |
| Obserwatorium Stanowe Sonoma | 1976        | USA: Rohnert Park, Kalifornia                       |     |
| Obserwatorium Nieboskłonu |             | USA: Russellville, Arkansas                         |     |
| Obserwatorium Aker | 1995        | USA: Safford, Arizona                               |     |
| Obserwatorium Mount Laguna | 1968        | USA: San Diego, Kalifornia                          |     |
| Obserwatorium Fremont Peak | 1986        | USA: San Juan Bautista, Kalifornia                  |     |
| Obserwatorium Astrofizyczne Hancock |             | USA: San Juan Bautista, Kalifornia                  |     |
| Obserwatorium Levenhagen |             | USA: Seattle, Waszyngton                            |     |
| Obserwatorium Theodore Jacobsen | 1895        | USA: Seattle, Waszyngton                            |     |
| Obserwatorium Cordell-Lorenz |             | USA: Sewanee, Tennessee                             |     |
| Obserwatorium Ralph A. Worley | 1964        | USA: Shreveport, Luizjana                           |     |
| Obserwatorium Magdalena Ridge (w budowie) | 2006        | USA: Socorro County, Nowy Meksyk                    |     |
| Obserwatorium Winer | 1983        | USA: Sonoita, Arizona                               |     |
| Obserwatorium Klastrowe | 1927        | USA: Southold, Nowy Jork                            |     |
| Obserwatorium Howell |             | USA: Starkville, Missisipi                          |     |
| Obserwatorium Mendenhall | 2002        | USA: Stillwater, Oklahoma                           |     |
| Obserwatorium Bradstreet | 1996        | USA: St. Davids, Pensylwania                        |     |
| Obserwatorium Macalester College |             | USA: Saint Paul, Minnesota                          |     |
| Obserwatorium Fox |             | USA: Sunrise, Floryda                               |     |
| Obserwatorium Sunriver |             | USA: Sunriver, Oregon                               |     |
| Obserwatorium Apache Point |             | USA: Sunspot, Nowy Meksyk                           |     |
| Obserwatorium Sproul |             | USA: Swarthmore, Pensylwania                        |     |
| Obserwatorium Brooks |             | USA: Toledo, Ohio                                   |     |
| Obserwatorium Crane |             | USA: Topeka, Kansas                                 |     |
| Obserwatorium Rogers | 1981        | USA: Traverse City, Michigan                        |     |
| Obserwatorium Ten Acre |             | USA: Tribbey, Oklahoma                              |     |
| Obserwatorium Hirsch | 1942        | USA: Troy, Nowy Jork                                |     |
| Narodowe Obserwatorium Kitt Peak | 1958        | USA: Tucson, Arizona                                |     |
| Obserwatorium Mount Lemmon |             | USA: Tucson, Arizona                                |     |
| - Obserwatorium Stewarda - Obserwatorium MMT - Międzynarodowe Obserwatorium Mount Graham - Obserwatorium Mount Lemmon                                                 | 1916        | USA: Tucson, Arizona                                |     |
| Obserwatorium Mounds |             | USA: Tulsa, Oklahoma                                |     |
| Obserwatorium Uniwersytetu Alabama | 1849        | USA: Tuscaloosa, Alabama                            |     |
| Obserwatorium Herrett | 2004        | USA: Twin Falls, Idaho                              |     |
| Obserwatorium Red Barn | 2006        | USA: Ty Ty, Georgia                                 |     |
| Obserwatorium Margaret M. Jacoby | 1978        | USA: Warwick, Rhode Island                          |     |
| Obserwatorium Whitin | 1901        | USA: Wellesley, Massachusetts                       |     |
| Obserwatorium Weitkamp | 1955        | USA: Westerville, Ohio                              |     |
| Obserwatorium Haystack | 1964        | USA: Westford, Massachusetts                        |     |
| Obserwatorium Rolnick |             | USA: Westport, Connecticut                          |     |
| Obserwatorium Publiczne Lake Afton | 1979        | USA: Wichita, Kansas                                |     |
| Obserwatorium Hopkinsa | 1838        | USA: Williamstown, Massachusetts                    |     |
| Obserwatorium Yerkes | 1897        | USA: Williams Bay, Wisconsin                        |     |
| Obserwatorium Stokesville |             | USA: Wirginia                                       |     |
| Obserwatorium Peach Mountain | 1950        | USA: w pobliżu Dexter, Michigan                     |     |
| Obserwatorium Sherzer | 1878        | USA: Ypsilanti, Michigan                            |     |
| Obserwatorium Marynarki Wojennej Stanów Zjednoczonych - Stacja Flagstaff                                                                                              | 1842 - 1955 | Waszyngton, (USA) * Flagstaff, Arizona, (USA)       |     |

## Radioteleskopy
| Nazwa obserwatorium | Rok zał.           | Położenie                                                                                               | Kod |
| Obserwatorium w Parkes | 1961               | Australia: Parkes, Nowa Południowa Walia                                                                |     |
| Radioteleskop APEX | 2003               | Chile: Pustynia Atakama                                                                                 |     |
| Obserwatorium Llano de Chajnantor | 2005               | Chile: Pustynia Atakama                                                                                 |     |
| Radioteleskop FAST | 2016               | Chiny: Duyun, Pingtang, prowincja Kuejczou                                                              |     |
| Obserwatorium Metsähovi | 1966               | Finlandia: Kirkkonummi                                                                                  |     |
| Interferometr IRAM | 19??               | Francja: Plateau de Bure                                                                                |     |
| Radioteleskop IRAM 30-m | 1984               | Hiszpania: Pico Veleta                                                                                  |     |
| Obserwatorium TRAO | 1986               | Korea Południowa: Taejn                                                                                 |     |
| Wielki Teleskop Milimetrowy LMT |                    | Meksyk: Sierra Negra, Puebla                                                                            |     |
| Radioteleskop Effelsberg | 1972               | Niemcy: w pobliżu Bonn                                                                                  |     |
| Obserwatorium Onsala | 1949               | Szwecja: Onsala                                                                                         |     |
| Obserwatorium Mount Pleasant |                    | Tasmania                                                                                                |     |
| Obserwatorium Arecibo | 1963               | USA: Arecibo, Portoryko                                                                                 | 251 |
| Obserwatorium OVRO |                    | USA: Bishop, Kalifornia                                                                                 |     |
| Radioteleskop Green Bank (GBT) |                    | USA: Green Bank, Wirginia Zachodnia                                                                     |     |
| Narodowe Obserwatorium Radioastronomiczne - Atacama Large Millimeter Array - Green Bank Telescope - Very Large Array - Very Long Baseline Array | 1957 - 1980 - 1993 | USA: Główna siedziba: Charlottesville, Wirginia - USA: Socorro, Nowy Meksyk - USA: Socorro, Nowy Meksyk |     |
| Obserwatorium HCRO | 1950s              | USA: Shasta County, Kalifornia                                                                          |     |
| Obserwatorium MRAO | 1957               | Wielka Brytania: Cambridge                                                                              |     |
| Obserwatorium Jodrell Bank | 1945               | Wielka Brytania: Cheshire                                                                               |     |
| South Pole Telescope | 2007               | Antarktyda: Amundsen-Scott South Pole Station                                                           |     |

## Obserwatoria kosmiczne

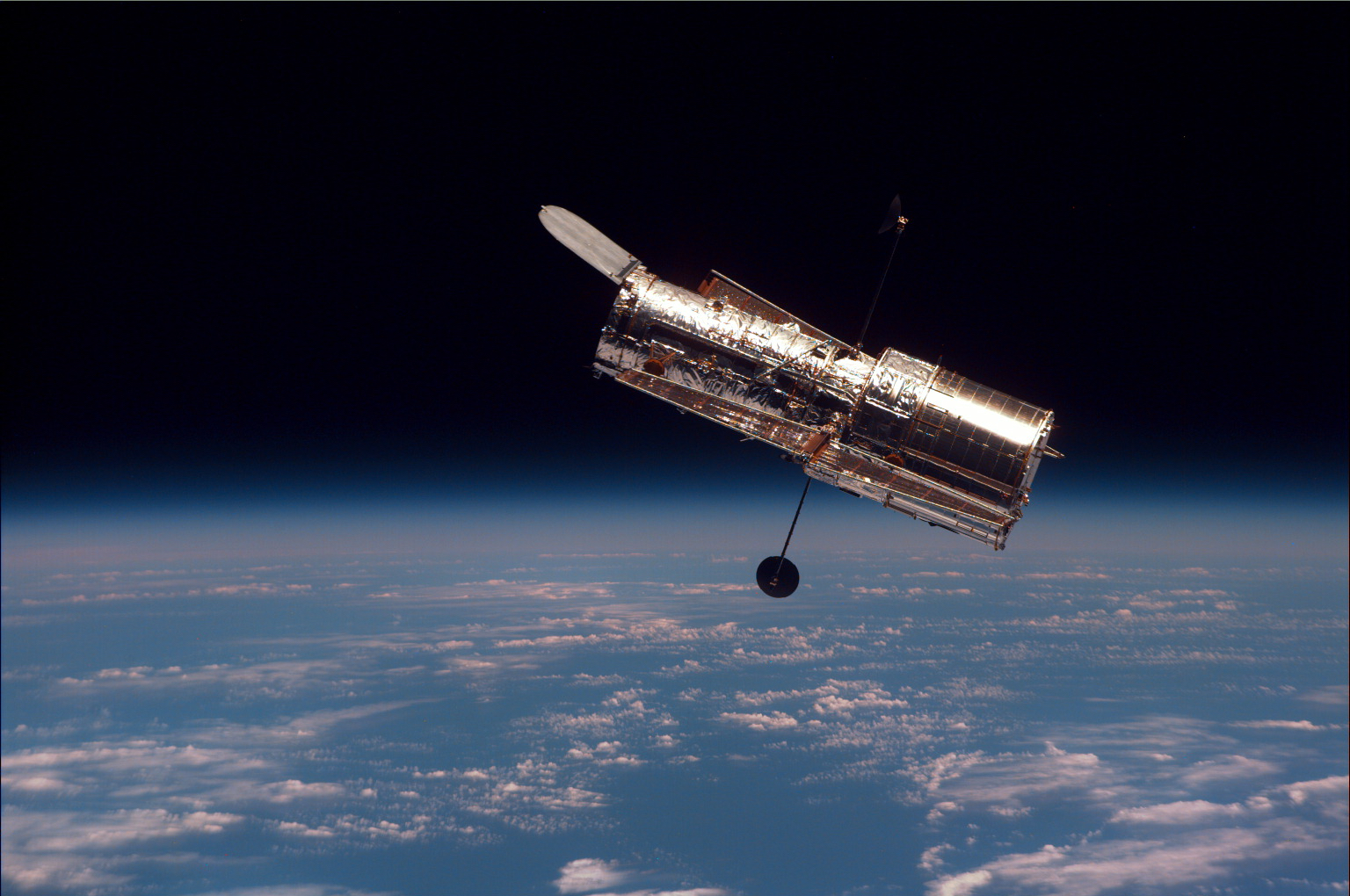
Teleskop Hubble’a

| Nazwa obserwatorium                                  | Rok zał.                | Położenie                                                                              | Kod |
| BeppoSAX                                             | 1996−2003 (zamknięte)   | Niska orbita okołoziemska                                                              |     |
| Teleskop kosmiczny Chandra                           | 1999                    | Silnie ekscentryczna orbita okołoziemska                                               |     |
| Teleskop kosmiczny Comptona CGRO                     | 1991–2000 (zamknięte)   | Niska orbita okołoziemska                                                              |     |
| Misja COROT                                          | 2006-2013               | Orbita polarna                                                                         |     |
| Obserwatorium Einstein HEAO-2                        | 1978 (zamknięte)        | Niska orbita okołoziemska                                                              |     |
| Eksplorer Ewolucji Galaktyk GALEX                    | 2003-2013               | Caltech, JPL                                                                           |     |
| Obserwatorium GRANAT                                 | 1989-1999 (zamknięte)   | Silnie ekscentryczna orbita okołoziemska                                               |     |
| Obserwatorium HALCA                                  | 1997–2005 (zamknięte)   | Eliptyczna orbita geocentryczna                                                        |     |
| Kosmiczne Obserwatorium Herschela HSC                | 2009−2013               | Punkt L2 układu Ziemia-Słońce                                                          |     |
| Kosmiczny Teleskop Hubble’a HST                      | 1990                    | Niska orbita okołoziemska                                                              | 250 |
| Laboratorium INTEGRAL                                | 2002                    | Silnie ekscentryczna orbita okołoziemska                                               |     |
| Satelita Infrared Astronomical Satellite (IRAS)      | 1983 (I-XI) (zamknięte) | Orbita okołoziemska                                                                    |     |
| Kosmiczne Obserwatorium Podczerwieni ISO             | 1995–1998 (zamknięte)   | Orbita okołoziemska                                                                    |     |
| Kosmiczny Teleskop Jamesa Webba JWST                 | 2018 (planowane)        | Punkt L2 układu Ziemia-Słońce                                                          |     |
| Misja Kepler                                         | 2009                    | Orbita heliocentryczna, Punkt L4 układu Ziemia-Słońce                                  |     |
| Obserwatorium Kosmiczne Orion 1                      | 1971 (zamknięte)        | Niska orbita okołoziemska                                                              |     |
| Obserwatorium Kosmiczne Orion 2                      | 1973 (zamknięte)        | Niska orbita okołoziemska                                                              |     |
| Stacja Kosmiczna Skylab                              | 1973−1979               | Niska orbita okołoziemska; spłonęła w atmosferze w 1979                                |     |
| sonda kosmiczna SOHO                                 | 1996                    | Punkt L1 układu Ziemia-Słońce                                                          |     |
| Solar Space Telescope (Słoneczny Teleskop Kosmiczny) | ?                       | 709 km orbita geocentryczna, heliosynchroniczna (SSO); przewidywany czas pracy: 3 lata |     |
| Teleskop HXMT                                        | 2017                    | Niska orbita okołoziemska 550 km                                                       |     |
| Kosmiczny Teleskop Spitzera SIRTF                    | 2003                    | Orbita heliocentryczna, Punkt L5 układu Ziemia-Słońce                                  |     |
| Obserwatorium XMM-Newton                             | 1999                    | Silnie ekscentryczna orbita okołoziemska                                               |     |
| Misja SWIFT                                          | 2004                    | Niska orbita okołoziemska                                                              |     |

## Obserwatoria stratosferyczne

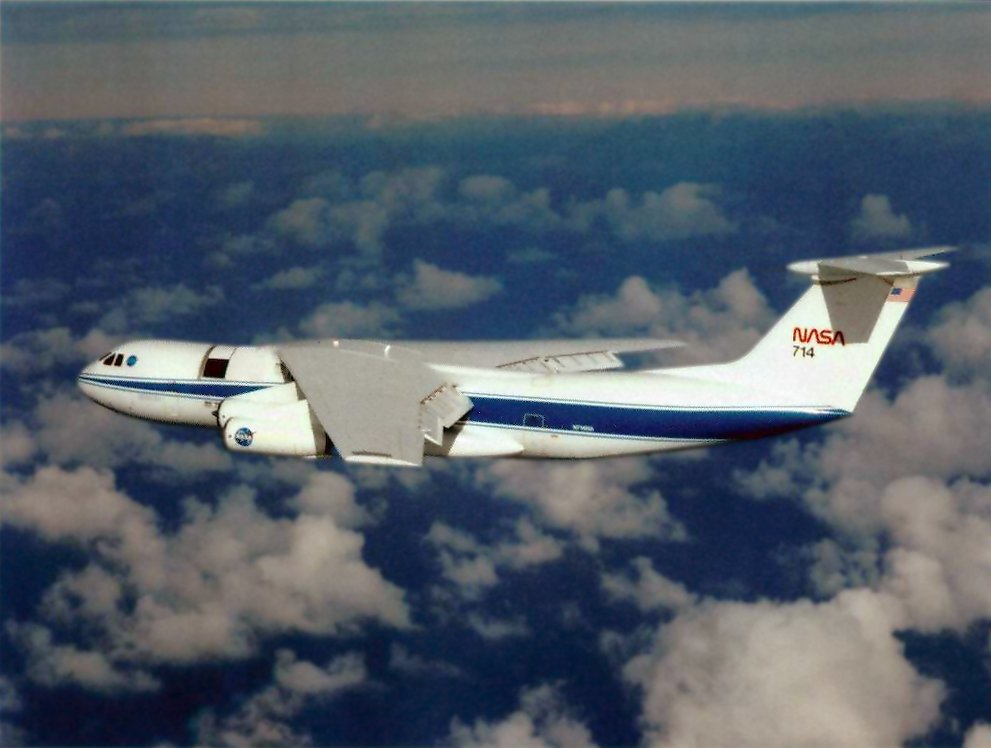
KAO w locie

| Nazwa obserwatorium                                         | Rok zał. | Położenie                    | Kod |
| Napowietrzne Obserwatorium Kuipera KAO                      | 1974     | na wys. 14 km w stratosferze |     |
| Stratosferyczne Obserwatorium Astronomii Podczerwonej SOFIA | 2006     | samolot Boeing 747SP         |     |

## Obserwatoria Słońca

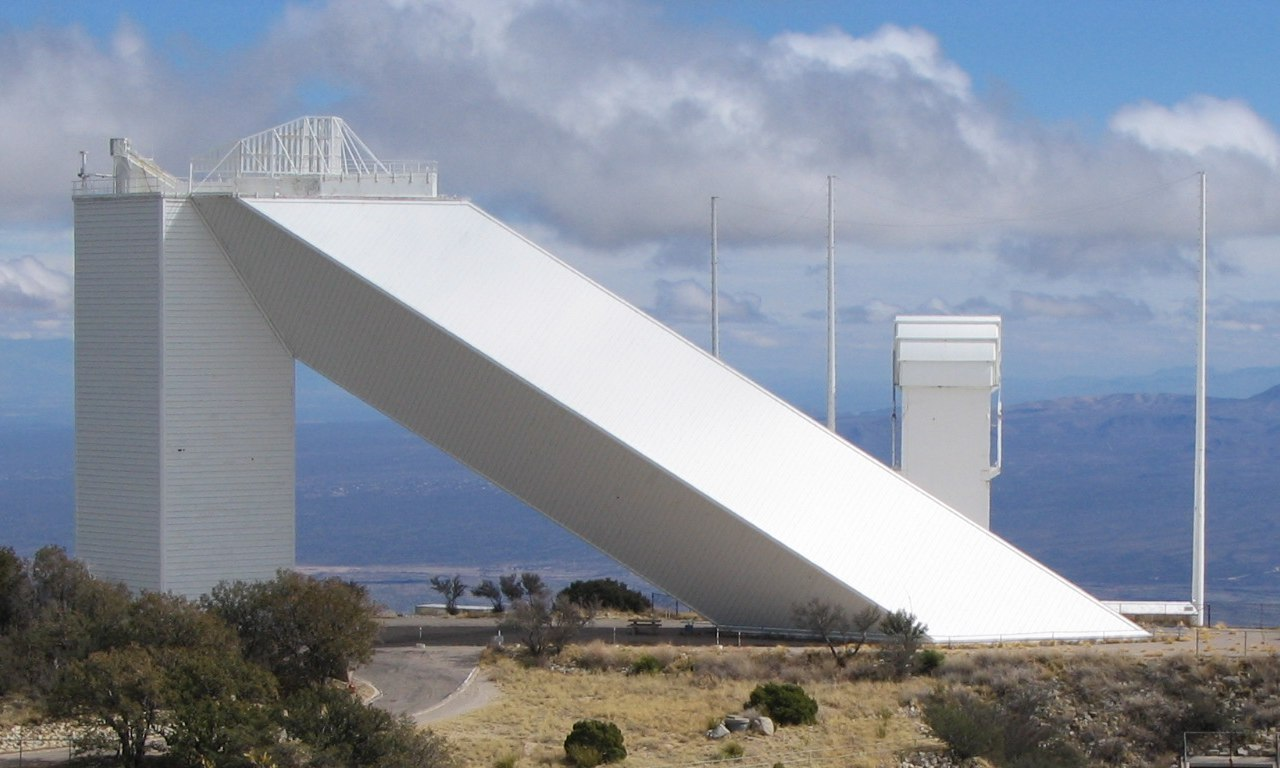
Teleskop McMath-Pierce

| Nazwa obserwatorium                        | Rok zał. | Położenie                                            | Kod |
| Słoneczne Obserwatorium Kanzelhoehe KSO    | 1943     | Austria: Villach                                     |     |
| Słoneczna Stacja Obserwacyjna Huairou      |          | Chiny: Pekin                                         |     |
| Obserwatorium Meudon                       | 1876     | Francja: Meudon                                      |     |
| Słoneczne Obserwatorium Kodaikanal         | 1899     | Indie: Palani                                        |     |
| Słoneczne Obserwatorium Udaipur USO        |          | Indie: Udajpur, Radżastan                            |     |
| Słoneczne Obserwatorium Big Bear Lake BBSO | 1969     | USA: Big Bear City, Kalifornia                       |     |
| Słoneczne Obserwatorium Mauna Loa MLSO     |          | USA: Hawaje                                          |     |
| Słoneczne Obserwatorium McMath-Hulbert     | 1930     | USA: Lake Angelus, Michigan                          |     |
| Słoneczne Obserwatorium Narodowe NSO       |          | USA: Sunspot, Nowy Meksyk (USA) i Kitt Peak, Arizona |     |

## Obserwatoria grawitacji

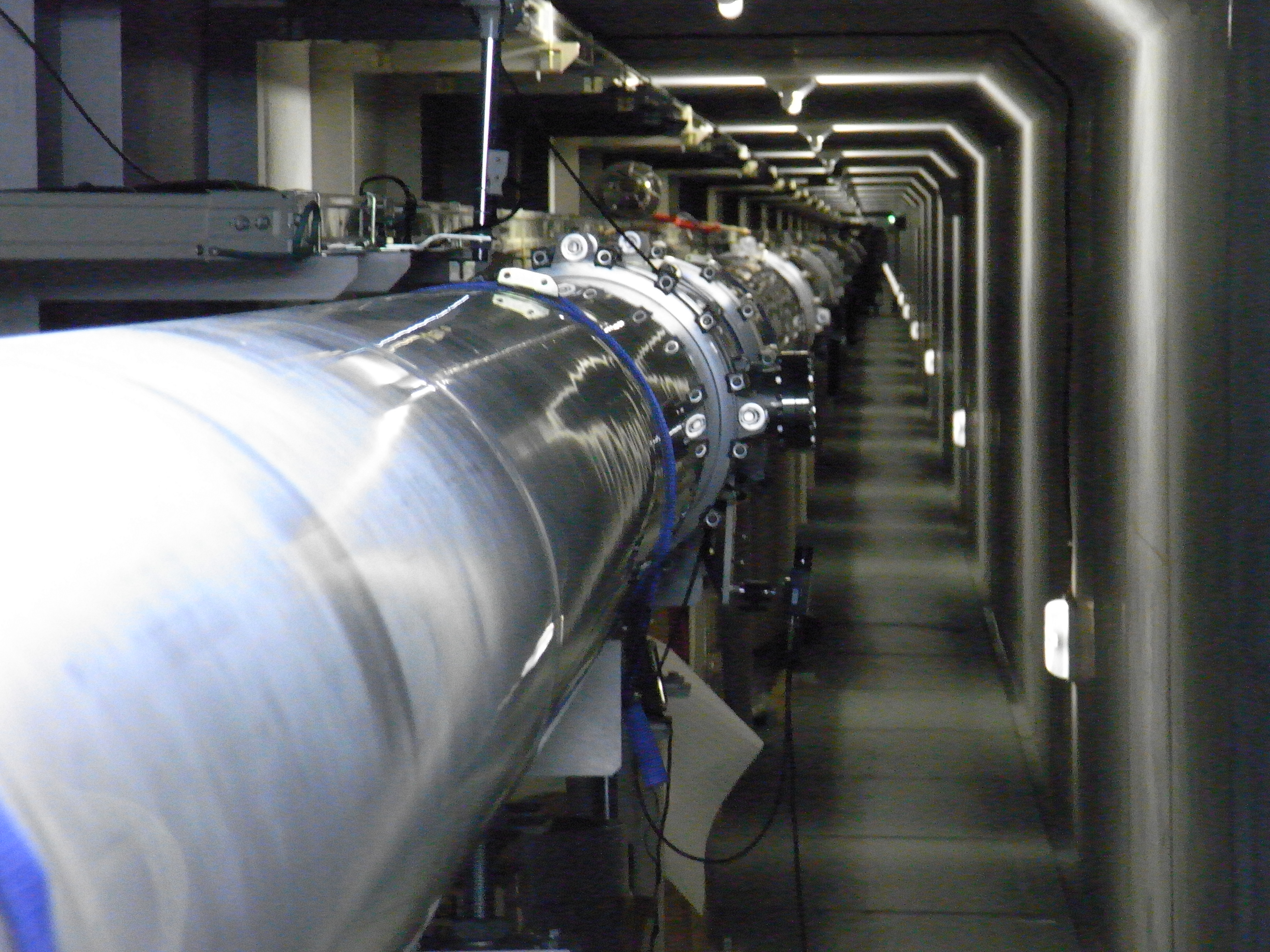
Tunel TAMA 300

| Nazwa obserwatorium                      | Rok zał. | Położenie       | Kod |
| Interferometr TAMA300                    |          | Japonia: Mitaka |     |
| Europejskie Obserwatorium Grawitacji EGO | 2003     | Włochy: Cascina |     |

## Obserwatoria antymaterii

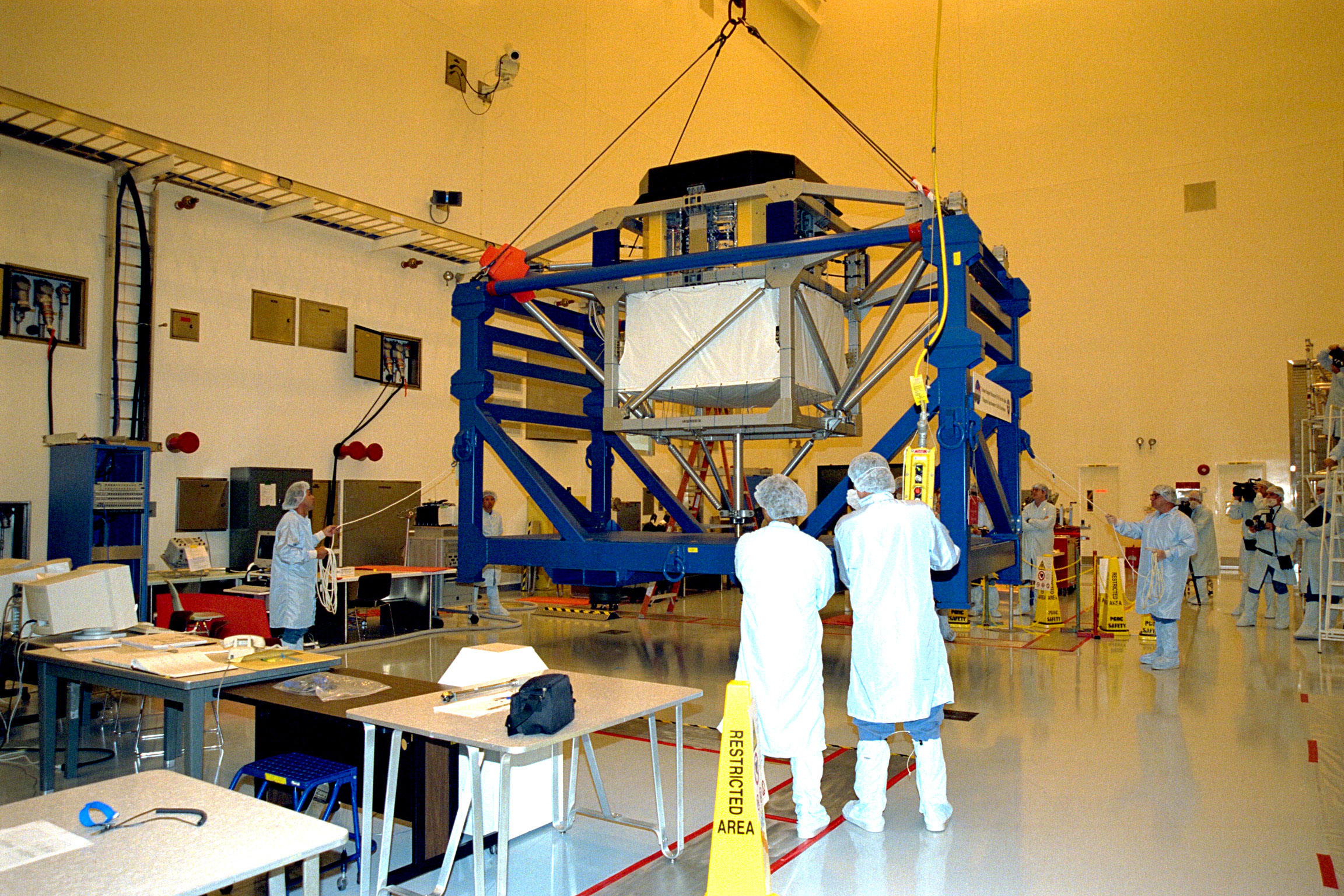
AMS-01

| Nazwa obserwatorium                                       | Rok zał. | Położenie                       | Kod |
| Eksperyment Balonowy z Nadprzewodzącym Spektrometrem BESS | 1993     | Antarktyka                      |     |
| Eksperyment AMS-01                                        | 1998     | Wahadłowiec Discovery (STS-91)  |     |
| Eksperyment AMS-02                                        | 2011     | Międzynarodowa Stacja Kosmiczna |     |

## Obserwatoria mikrofal

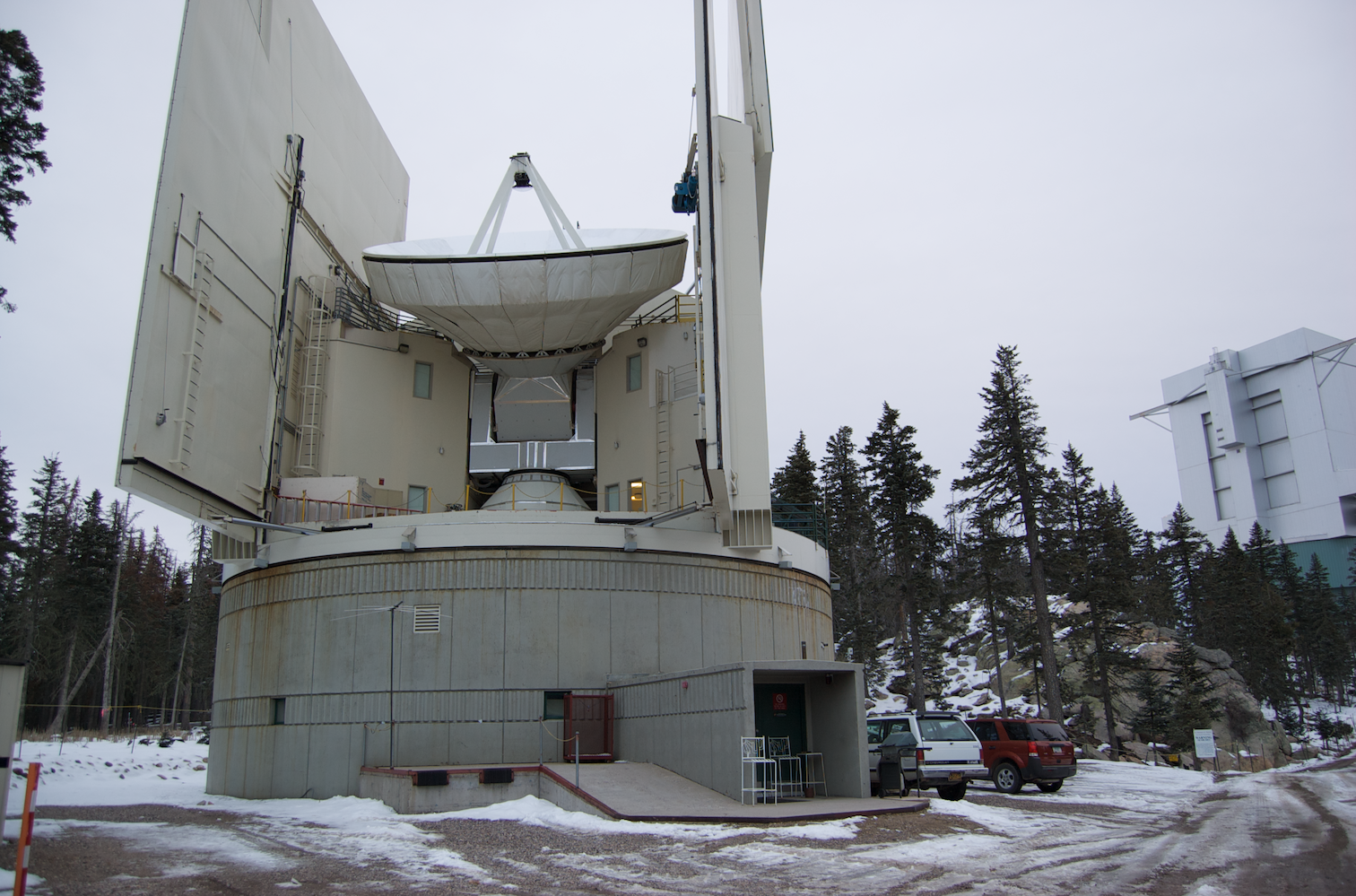
Teleskop SMT

| Nazwa obserwatorium                                      | Rok zał. | Położenie                  | Kod |
| Kolońskie Obserwatorium Astronomii Submilimetrowej KOSMA | 1967     | Niemcy: Kolonia            |     |
| Teleskop Submilimetrowy Heinricha Hertza SMT             | 1993     | USA: Mount Graham, Arizona |     |
| Teleskop Jamesa Clerka Maxwella JCMT                     | 1987     | USA: Mauna Kea, Hawaje     |     |

## Obserwatoria neutrin
| Nazwa obserwatorium                                | Rok zał.              | Położenie                      | Kod |
| Antarktyczne Obserwatorium Mionów i Neutrin AMANDA | 1999 (2002 AMANDA II) | Antarktyka                     |     |
| Obserwatorium Kamioka                              | 1983                  | Japonia: Hida, prefektura Gifu |     |
| Obserwatorium Neutrin Sudbury SNO                  | 1999                  | Kanada: Sudbury, Ontario       |     |
| Teleskop Neutrin Bajkału                           | 1993                  | Rosja: Bajkał                  |     |
| Baksańskie Obserwatorium Neutrin BNO               | 1977                  | Rosja: Kaukaz, Dolina Baksan   |     |

## Obserwatoria promieni gamma (IACT)

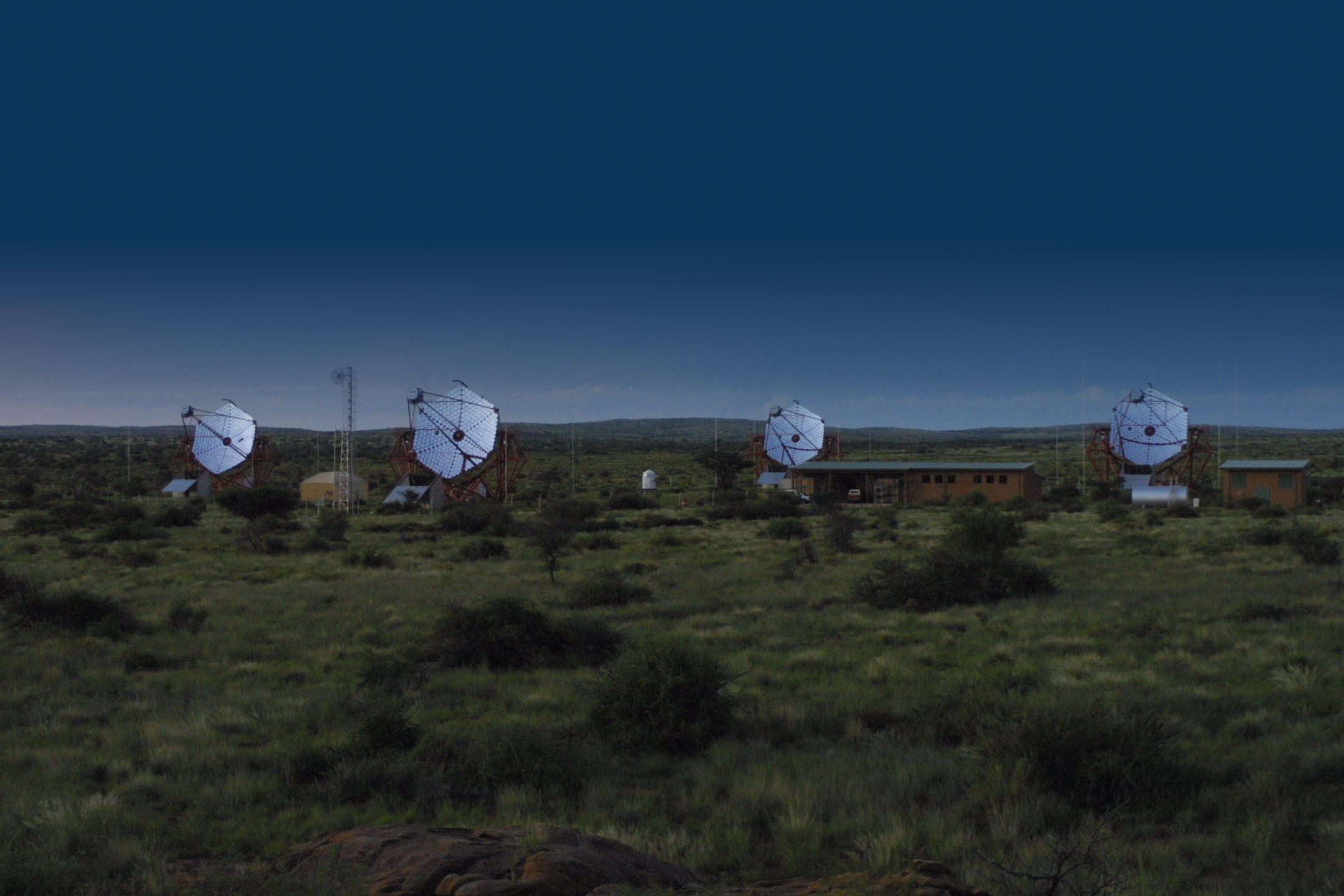
Obserwatorium IACT: HESS

| Nazwa obserwatorium                 | Rok zał. | Położenie                            | Kod |
| Obaserwatorium CANGAROO             | 1994     | Australia: Woomera, Japonia          |     |
| Obserwatorium CAT                   | 1996     | Francja: Pireneje                    |     |
| Obserwatorium TACTIC                | 1997     | Indie: Szczyt Abu                    |     |
| Obserwatorium Seven Telescope Array | 1998     | Japonia: USA, Utah                   |     |
| Obserwatorium H.E.S.S               | 2004     | Namibia: Gamsberg                    |     |
| Obserwatorium HEGRA                 | 1994     | Hiszpania: La Palma, Armenia, Niemcy |     |
| Obserwatorium SHALON                | 1994     | Rosja: Tienszan                      |     |
| Obserwatorium Crimea                | 1985     | Ukraina: Krym                        |     |
| Obserwatorium Durham                | 1996     | UK: Australia: Narrabri              |     |
| Obserwatorium Whipple VERITAS       | 1984     | USA: Arizona, Irlandia, UK           |     |
| Obserwatorium MAGIC                 | 2006     | Hiszpania: Wyspy Kanaryjskie         |     |

## Obserwatoria promieni kosmicznych

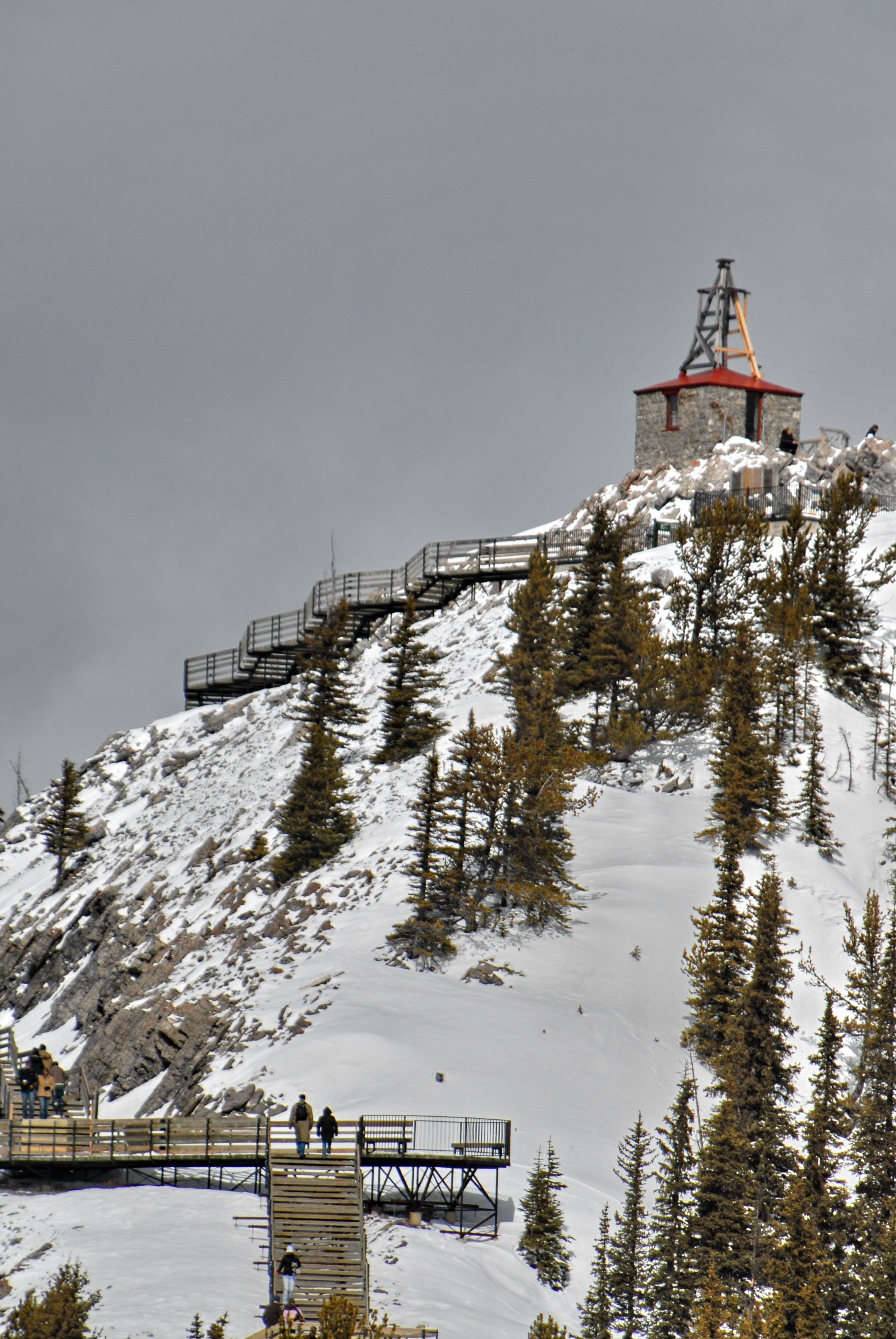
Obserwatorium Mt. Sulphur

| Nazwa obserwatorium                                            | Rok zał. | Położenie                         | Kod |
| Erywańska Stacja Promieni Kosmicznych                          |          | Armenia: Erywań                   |     |
| Centrum Badawcze Promieni Kosmicznych w Luoxue                 | 1953     | Chiny: Luoxue, prowincja Junnan   |     |
| Międzynarodowe Obserwatorium Promieni Kosmicznych w Yangbajing |          | Chiny: Yangbajing, Tybet          |     |
| Obserwatorium Promieni Kosmicznych Mt. Sulphur                 |          | Kanada                            |     |
| Stacja Promieni Kosmicznych Uniwersytetu w Oulu                |          | Finlandia: Oulu                   |     |
| Stacja Badań Promieni Kosmicznych w Tian Shan                  |          | Kazachstan: Ałmaty                |     |
| Stacja Badań Promieni Kosmicznych w Apatity                    |          | Rosja: Apatyty                    |     |
| Sayański Zespół Spektrografii Promieni Kosmicznych             |          | Rosja: Irkuck                     |     |
| Jakucka Stacja Promieni Kosmicznych                            |          | Rosja: Jakuck                     |     |
| Norylska Stacja Promieni Kosmicznych                           |          | Rosja: Norylsk, Kraj Krasnojarski |     |
| Moskiewska Stacja Promieni Kosmicznych                         |          | Rosja: Troick (Obwód moskiewski)  |     |